# Travail à la chaîne
 (juin 2011).
Si vous disposez d'ouvrages ou d'articles de référence ou si vous connaissez des sites web de qualité traitant du thème abordé ici, merci de compléter l'article en donnant les références utiles à sa vérifiabilité et en les liant à la section « Notes et références ».
Le travail à la chaîne, vise la productivité du travail (produire « plus » en « moins de temps »).
Les travailleurs ou les ouvriers sont rassemblés dans les usines, chacun a une tâche bien précise avec un rythme soutenu : c'est ce qu'on appelle le travail à la chaîne.
Reposant initialement sur l'introduction des méthodes scientifiques d'organisation du travail (l'OST), le concept hérite par la suite des possibilités ouvertes par l'automation.

## Recherche de définition
Dans sa représentation la plus courante, le terme de « travail à la chaîne » est associé à l'image du travail décrit dans le film Les Temps modernes. Le travail mis en scène par Charlie Chaplin est étroitement défini par une organisation où :
1. Le travail complexe est décomposé en tâches élémentaires et hiérarchisées qui s'exécutent de manière successive et répétitive ;
2. Chaque titulaire de tâche se voit assigner un poste physiquement fixe (ou comportant très peu de déplacements) ;
3. Les objets à produire ou transformés sont rendus mobiles par un procédé de convoyage adapté : Ils sont apportés et évacués de chaque poste sans que les opérateurs aient à se préoccuper de leur manutention.

Cependant, des auteurs comme Alain Touraine ou Bernard Mottez proposent une définition plus large : « le travail à la chaîne est un type d'organisation du travail tel que les diverses opérations, réduites à une même durée, sont exécutées sans interruptions entre elles et dans un ordre constant, dans le temps et dans l'espace ».
Cette définition - plus générale - signifie :
1. Que dans un atelier d'usinage, le produit peut circuler de différentes manières : soit pièce par pièce, soit par lots, et sans qu'il y ait forcément un procédé de convoyage ou de transfert automatique ;
2. Que le trait essentiel est que les postes de travail individuels ou collectifs sont définis par rapport à l'ensemble de la fabrication ;
3. Que la spécialisation des tâches n'est que la conséquence directe de ce primat de l'organisation collective ;
4. Que le schéma d'organisation du travail implique pour l'ensemble des opérateurs concernés moins une succession précise des opérations que la soumission à un cadencement du travail.

## Historique
Le travail à la chaîne résulte d'une application du principe très ancien de la division du travail. Elle connait des développements pratiques attestés dès l'antiquité, qui se perfectionnent au XVIe siècle et voit sa généralisation se propager avec l'industrialisation montante à partir du début du XXe.

### Précurseurs adeptes du«Mouvement continu»
L'emploi du « mouvement continu » pour l'alimentation en eau, la manipulation de terre ou de minerais est attestée par l'emploi à l'époque assyrienne ou grecque d'appareils élévateurs utilisant des chaines à godets ou de procédés de convoyage à bandes mis en œuvre dans le cadre de l'exploitation minière, les opérations de terrassement ou de construction de bâtiments.
Au XVIe siècle, Léonard de Vinci franchit l'étape suivante et propose une évolution dans la conception de la position de l'opérateur face à son travail: Ses ébauches de métier à tisser positionnent le travailleur de manière immobile face à sa machine et reproduisant mécaniquement des gestes sans intervention de l'esprit.

### Chantiers navals

#### Hollandais
L'économiste anglais William Petty évoque les prémices du phénomène dans son ouvrage L'Arithmétique politique, dans lequel il rend compte de l'étude qu'il a faite des chantiers navals hollandais. Alors que les chantiers navals construisent traditionnellement un bateau à l'unité, finissant chaque navire avant d'en commencer un autre, il constate que les Hollandais organisent et programment l'intervention des équipes selon des compétences différentes et en faisant réaliser par chacune d'elles les mêmes tâches, de manière séquentielle sur des bateaux différents.

#### Vénitiens
L'arsenal de Venise pratique une organisation du travail remarquablement innovante marquée par la spécialisation des tâches, leur positionnement dans l'espace le long du canal où s'opère la construction des navires, et un enchaînement logique et strict de celles-ci en fonction de l'état d'avancement des bateaux. La productivité obtenue permet à la République vénitienne de réduire ses délais de réalisation et d'équiper rapidement une flotte pour son compte ou celui de ses clients.
Au XVIIe siècle, 16 000 ouvriers répartis sur 25 hectares forment ce qui est à l'époque probablement le premier ensemble industriel du monde connu. L'arsenal comprend :
- des activités de fonderie, de fabrique de fusils, de rames et de mats ;
- des entrepôts de bois, de charbon, de poudre ;
- des hangars d'artillerie, des cales sèches, la surveillance des résines.

Un canal rempli d'eau permet de faire progresser les bateaux en leurs différents états d'avancement depuis leur stade initial (une coque vide) jusqu'à leur stade final (bateau prêt à partir et à recevoir son équipage). De la sorte les bateaux en cours de construction défilent devant les ateliers stockeurs de toutes les pièces détachées qui se trouvent répartis de chaque côté du canal et séquencés selon l'ordre de mise en œuvre. Au fur et à mesure de la construction, sont ainsi commodément apportés et installés tous les équipements et l'accastillage nécessaires. Le flux de matières dans l'Arsenal de Venise consiste en la mise en œuvre successive de coque, calfatage, mâts, munitions, cordes, canons, voiles, ancres, gouvernails. Dans la même logique sont chargées les provisions alimentaires en fonction de la durée du voyage prévu et de l'effectif embarqué, dont le fameux biscotto. En bout de chaîne, les hommes d'équipage réceptionnent un bateau en ordre de marche, prêt à prendre la mer. L'arsenal a eu également un niveau élevé d'intégration verticale, en cela qu'il contrôlait le flux de matières à partir de la récolte et de l'extraction des matières premières. Venise par exemple gérait sa propre forêt dans la province de Trévise : le Bosco del Cansiglio notamment fournissait les rames en hêtre par exemple.
Ainsi, le procédé permet aux Vénitiens d'équiper et d'armer une galère en une seule journée. Pour défendre la colonie de Chypre lors de la Guerre vénéto-ottomane (1570-1573), l'arsenal sera capable d'équiper et d'armer 100 navires de guerre en deux mois. Par ailleurs, l'arsenal maintient toujours sur pied de guerre une réserve de 100 galères en état de fonctionnement immédiat.

### Optimisation des modes de déplacement dans la fabrication
Dans la Littérature technique : En particulier en 1740, dans le texte de l'Encyclopédie de Diderot et d'Alembert, la Descriptions des arts et métiers, donne un aperçu de l'organisation et du fonctionnement d'un atelier de fabrication d'aiguilles à Aigles en Normandie.
À la même époque, l'industrie horlogère du Jura fonctionne selon le procédé de l'établissage, selon lequel différentes pièces sont fabriquées par des artisans très spécialisés : Répartis sur un large territoire, 150 ouvriers participaient à la création d'une montre, assemblée in fine sur un site unique tenu par « l'établisseur ». Le procédé sera perfectionné et mécanisé dans les années 1770-1780 par Frédéric Japy et ensuite ses fils.
Au XIXe siècle l'ingénieur britannique Grant introduit le principe du convoyeur à roulement automatique dans une biscuiterie. L'historien James R. Bright constate que « la fabrication avec déplacement simultané devient graduellement un principe industriel reconnu qui contribue à l'automatisation. » Ce procédé s'étend et se généralise dans l'industrie papetière, l'imprimerie et la boulangerie.

### Ère industrielle

#### Travail à la chaîne à l'exposition universelle de 1862
Michel Chevalier, président de la section française du jury international « le travail est divisé et sous-divisé entre un grand nombre de personnes, dont chacune fait une opération distincte qu'elle recommence indéfiniment et où, dans chacune de ses parties à peu près, le travail s'aide des machines », « Par cette division même, l'ouvrier, répétant la même manœuvre, acquiert plus d'habileté et plus de puissance productive ».
Cité par Michèle Riot-Sarcey dans « Le procès de la liberté »  ; d'après « Des progrès de la puissance productive ou de l'avancement de l'industrie depuis la dernière exposition" chapitre 9, "la division du travail, mieux entendue et plus complète » p CXIII de Michel Chevalier (dir).

#### Travail à la chaîne aux abattoirs de Chicago et Cincinnati
Vers 1870, le travail à la chaîne est introduit aux abattoirs de Chicago et Cincinnati : « Les carcasses sont suspendues à des bennes reliées à un rail et passent d'un ouvrier à l'autre. le déplacement automatique des bennes oblige le travailleur à maintenir sa cadence de travail et à éliminer les gestes inutiles, augmentant de fait sa productivité ».

#### Louis Renault
Le travail à la chaîne s'inspire d'expériences réalisées depuis la fondation de l'entreprise Renault en 1898. Mais la mise en place de l'idée se heurte à une opposition larvée. Louis Renault visite en avril 1911 les États-Unis pour étudier les méthodes américaines. Ce qu'il découvre alors relève davantage de la production de masse, sans utilisation de la chaîne de travail, car la ligne mobile est encore inexistante dans l'industrie automobile américaine. Louis Renault est alors — malgré ses difficultés — encore en avance sur ses collègues d'Outre-Atlantique. Le procédé fait l'objet d'une première mise en place chez Renault pendant la guerre 14-18 dans la fabrication d'obus sous la pression des énormes besoins en armement. Les contraintes militaires sont favorables pour le développement de la spécialisation des tâches, l'introduction de machines-outils dans certains ateliers et la mécanisation de quelques tronçons du processus de fabrication.
Par ricochet, les méthodes de production du véhicule FE 4 cylindres (18 cv) qui se poursuit en même temps que le matériel militaire bénéficient de ces nouveaux apports. Le site de Boulogne-Billancourt voit s'installer une ligne de montage dès 1917 et une véritable chaîne d'usinage en 1918.
Ceci remet en cause l'idée répandue d'un retard de Renault sur ses concurrents : il faut attendre en réalité les années 1920 pour concrétiser définitivement l'idée d'une telle organisation des ateliers automobiles. Il est vrai qu'il ne s'agit pas seulement de travailler en cadence selon un même système de travail : pour que la chaîne fonctionne, il faut qu'une multitude d'intervenants soient coordonnés, depuis les ingénieurs de conception jusqu'aux ouvriers « spécialisés ».
À partir de 1945, Renault complète ces dispositifs et met en place des robots et procédés d'automatisation.

#### Henry Ford
Le travail à la chaîne mis en œuvre dans les abattoirs inspire Henry Ford qui déclare dans sa biographie : « L'idée générale de la chaîne m'est venue en regardant les bennes utilisées dans les abattoirs pour parer les bœufs. »
Le 1er mars 1913, est installée dans l'usine automobile de Détroit la première chaîne d'assemblage d'une voiture automobile, le Modèle T, voiture conçue et destinée à un large public.
L'originalité du procédé réside dans l'installation à mi-hauteur de corps d'homme d'un convoyeur qui déplace d'un poste de travail à un autre le véhicule en cours de montage. Le travail étant apporté à l'ouvrier (et non l'inverse), celui-ci n'a plus qu'à exécuter les opérations limitées et strictement définies qui lui ont été allouées. La méthode se révèle efficace : le temps de montage est divisé par douze dans les années 1920.

### Ère de l'automatisation
Alors que jusque-là, le progrès traditionnel des méthodes est lié à une division et une spécialisation croissantes des tâches et opérations « on constate désormais une modification de tendance : La considération de la notion d'ensemble prend le pas sur celle de chacune de ses parties : L'introduction d'une machine automatique peut intervenir dans un atelier sans que cela soit de l'automatisation. Ce terme ne doit être utilisé qu'à partir du moment où des techniques nouvelles visent la constitution d'un ensemble plus intégré de diverses opérations, fonctionnant sans intervention manuelle directe ».
À cette exigence correspondent trois niveaux de réalisation :

#### Les ensembles automatisés de fabrication
Ces systèmes ont en fait une origine assez ancienne : le tour automatique à tourelle revolver est inventé par Lawrence en 1854 et le tour automatique par Spencer en 1870. Le premier prototype de machine transfert est daté de 1924. Dans les années 1950-60, le nombre d'opérations intégrées dans de tels dispositifs transforme de manière radicale l'organisation des Ateliers.
Les dispositifs installés se subdivisent en deux groupes :
- les Chaines automatiques  dont l'exemple le plus connu est celui de la Machine transfert utilisée dans l'industrie automobile ;
- les machines à commande électronique utilisées dans les travaux d'outillage en petite série.

#### Contrôle automatique en cours de fabrication
Cette forme d'automation repose sur l'introduction d'une instrumentation nouvelle propre à diriger et corriger automatiquement l'action des procédés mis en œuvre. Toute différence entre les résultats attendus et effectivement obtenus entraine une rétro-action d'un servomécanisme ramenant le processus aux caractéristiques attendues. Ces méthodes prennent forme principalement dans les formes de production continue (industries chimiques ou métallurgiques). La combinaison du « process control » et de l'usinage automatique ouvre la voie à l'accroissement du nombre des ateliers entièrement automatisés.

#### Traitement automatique des informations
L'introduction dans les activités de nature tertiaire des calculateurs, puis des ordinateurs bouleverse les chaînes traditionnelles de travail en supprimant bon nombre de tâches qui sont supprimées ou dont la durée est fortement réduite. Un calculateur est capable d'intégrer et de réaliser à lui seul en 4 heures l'ensemble des activités de paie d'une grande entreprise là où 37 employés à temps plein étaient auparavant nécessaires.

## Bilan du travail à la chaîne

### Apports
Chez Ford, la fabrication du Modèle T nécessite 12 heures de travail en 1913, 93 minutes suffisent en 1914. Les économies réalisées en production permettent :
- de produire des voitures moins chères (690 dollars en 1911, 290 dollars en 1924) ;
- de passer le salaire moyen de 4,2 dollars à 5 puis à 10 dollars par jour ;
- de réduire le temps de travail de 9 à 8 heures ;
- de constater qu'en 1929, 49 % des ouvriers de l'automobile à Détroit possèdent une voiture.

Henry Ford décrit ainsi en 1922 le processus qui se généralise dans l'industrie automobile : « Chaque pièce se déplace dans l'atelier sur des chaînes ou des crochets qui vont à l'assemblage dans l'ordre exact où elles sont requises. Elles peuvent voyager sur une plate-forme mobile ou par gravité, mais le fait est qu'il n'y a aucun levage ou déplacement en dehors de celui des pièces ».
À partir de 1950, l'introduction de l'automation relance la progression de la productivité. L'exemple de l'usinage d'une culasse de moteur en alliage léger fournit des bases de comparaison intéressantes :
- en 1950 : la chaîne de travail est constituée par 26 machines universelles. La pièce est placée à la main sur chaque machine dans un montage. Elle est enlevée également à la main après usinage puis transportée manuellement sur des bâtis mobiles placés derrière les conducteurs de machines.
  - Production mensuelle : 250 pièces par ouvrier ;
- en 1953 : introduction d'une machine transfert semi-automatique, avec constitution de 13 postes de travail. À l'entrée de la machine, la pièce est fixée une fois pour toutes sur un support qui la fait passer devant tous les postes d'usinage. À la sortie de la machine, la pièce est démontée.
  - Production mensuelle : 714 pièces par ouvrier soit 2,85 fois plus grâce à un meilleur outillage ;
- en 1957 : introduction d'une machine transfert entièrement automatique, comportant 27 postes de travail et 3 postes de contrôle, ainsi qu'une station pour retourner, soulever et monter la pièce. La pièce est fixée sur un support et amenée automatiquement devant tous les postes de travail. En fin d'usinage, elle est démontée automatiquement.
  - Production mensuelle : 6 500 pièces par ouvrier, soit 26 fois plus que 7 ans auparavant (en 1950).

### Critiques
Malgré son évident succès dans le domaine de la production, et les augmentations de salaire obtenues par les ouvriers, ceux-ci dénoncent l'inhumanité du travail à la chaîne :
- travail d'exécution pure, sans initiative ;
- conditions du travail posté (par exemple travail en équipes de 2 ou 3 fois huit heures) ;
- statut d'OS (ouvrier spécialisé) ressenti comme peu gratifiant et dépourvu d'avenir professionnel.

Ainsi Charlie Chaplin, dans le film Les Temps modernes, résume bien de façon humoristique le sentiment général selon lequel le travail à la chaîne présente pour les opérateurs un caractère fortement contraignant sinon aliénant. En France, l'intervention des syndicats - par exemple chez Renault - a retardé jusque dans les années 1920 la mise en place de telles organisations, pourtant imaginées par Louis Renault depuis les années 1890…
Dans Voyage au bout de la nuit (1932), Louis-Ferdinand Céline dénonce les conditions chez Ford : « On devenait machine soi-même » (p. 225); « On cède au bruit comme on cède à la guerre » (p. 226). Dégoûté de devoir être « soucieux de faire tout le plaisir possible à la machine » (p. 226), son héros, Bardamu, quitte rapidement l’emploi censément prometteur.
Alors que les techniques d'automation font qu'un nombre croissants de postes de la chaîne sont automatisés à partir des années 1945-1950, les progrès de productivité au départ spectaculaires n'apportent plus que des améliorations plus modestes voire engendrer des phénomènes perçus de façon négative : gaspillages, mal-être au travail, absentéisme, troubles musculo-squelettiques.
Mais surtout le paradigme de la production de masse qui sous-tend le processus du travail à la chaîne est battu en brèche. De nouveaux principes démontrent des résultats positifs tangibles en pratiquant des méthodes basées sur des axiomes différents :
- les constructeurs japonais tels que Toyota réussissent une percée industrielle et commerciale remarquable en pratiquant non pas la recherche d'un plus grand volume ou d'une meilleure productivité mais pratiquent des méthodes de « Juste-à-temps » ou JAT ;
- en Scandinavie, les organisations de travail se développent par atelier, par équipe ou un groupe d'opérateurs fabrique collectivement et intégralement un produit en s'auto-organisant.

## Avenir du travail à la chaîne
Selon le GERPISA l'avenir du travail à la chaîne se situe dans un triangle dont les pointes sont :
1. Le système « fordien pur », reposant sur le taylorisme et la grande série ;
2. Le modèle « japonais pur », reposant sur le « Juste-à-temps » et la « Qualité totale » ;
3. Le « pôle kalmarien », du nom de l'usine suédoise de Volvo, où les salariés travaillent en équipes autonomes.